# Blasphemy (Incantation)
Blasphemy è il sesto album in studio del gruppo musicale death metal Incantation, pubblicato nel 2002 dalla Candlelight Records.

## Tracce
1. Blasphemy – 4:16
2. The Fallen – 2:27
3. A Once Holy Throne – 3:09
4. Crown of Decayed Salvation – 5:43
5. Rotting with Your Christ – 3:38
6. His Weak Hand – 5:04
7. The Sacrilegious Apocalypse of Righteousness and Agonizing Dementia (The Final Defilement of Your Lord) – 2:06
8. Deceiver (Self-Righteous Betrayer) – 4:18
9. Descend Seraphic Irreverence – 2:53
10. Uprising Heresy – 8:34
11. Misanthropic Indulgence – 5:41
12. Outro, Part 1 – 23:00
13. Outro, Part 2 – 3:06

## Formazione
- Mike Saez - voce
- John McEntee - chitarra
- Joe Lombard - basso
- Kyle Severn - batteria